# Campo de concentração de Oranienburg

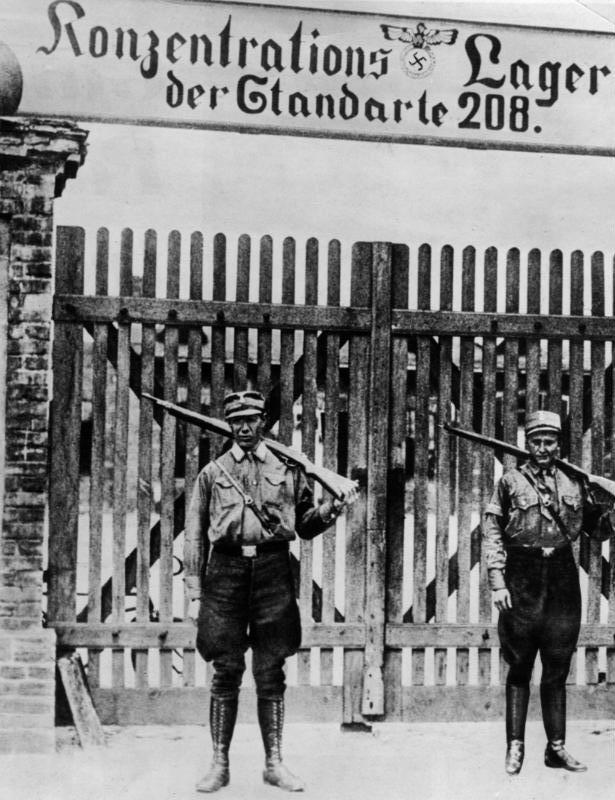
Campo de concentração de Oranienburg, 1933.

Campo de concentração de Oranienburg foi um dos primeiros centros de detenção estabelecidos pelos nazistas quando Adolf Hitler se tornou chanceler da Alemanha em 1933. Este campo abrigou os oponentes políticos da região de Berlim, a maioria membros do Partido Comunista da Alemanha e partidários social-democratas, assim como homens homossexuais.
Foi criado no centro de Oranienburg, quando a SA se apoderou de uma fábrica abandonada (possivelmente uma cervejaria). Transeuntes podiam ver o interior da prisão. Os presos marchavam pela cidade para realizar o trabalho forçado, em nome do conselho local.
A prisão foi assumida pelas SS em 4 de julho de 1934, quando a SA foi reprimida pelo regime. Foi fechado e, posteriormente substituído na área pelo campo de concentração de Sachsenhausen, em 1936. No encerramento, a prisão havia abrigado mais de 3.000 presos, dos quais 16 morreram.